# المتحف الوطني الموريتاني
المتحف الوطني الموريتاني هو المتحف الوطني لموريتانيا، يقع في العاصمة الموريتانية نواكشوط جنوب غربي فندق مركور مرحبا.
يتكون المتحف من غرفتي عرض دائمتين وغرفة عرض مؤقتة.
يحتوي المتحف على مجموعات أثرية وإثنوغرافية بارزة. ويضم معرضين لعرض مجموعات من شقوف [الإنجليزية] ورؤوس الأسهم والأزياء المحلية.

## مبنى المتحف
يقع المتحف الوطني في مبنى مكون من طابقين شيده الصينيون في عام 1972، ويضم المبنى أيضًا "المعهد الموريتاني للبحث العلمي"، و"المركز الموريتاني لحفظ المخطوطات"، والمكتبة الوطنية الموريتانية.

## مجموعات المتحف
- تُظهر المجموعات الأثرية في الطابق الأرضي القطع الأثرية الموستيرية والعتيرية والعصر الحجري الحديث، بالإضافة إلى مقتنيات من الحفريات التي أجريت في العديد من المدن الموريتانية التاريخية مثل كومبي صالح وأوداغوست وتيشيت ودودان وعزوقي.
- تحتوي المجموعات الإثنوغرافية في الطابق الأول على أشياء تنتمي إلى ثقافات مختلفة للمجتمع الموريتاني.[4]

## معرض صور

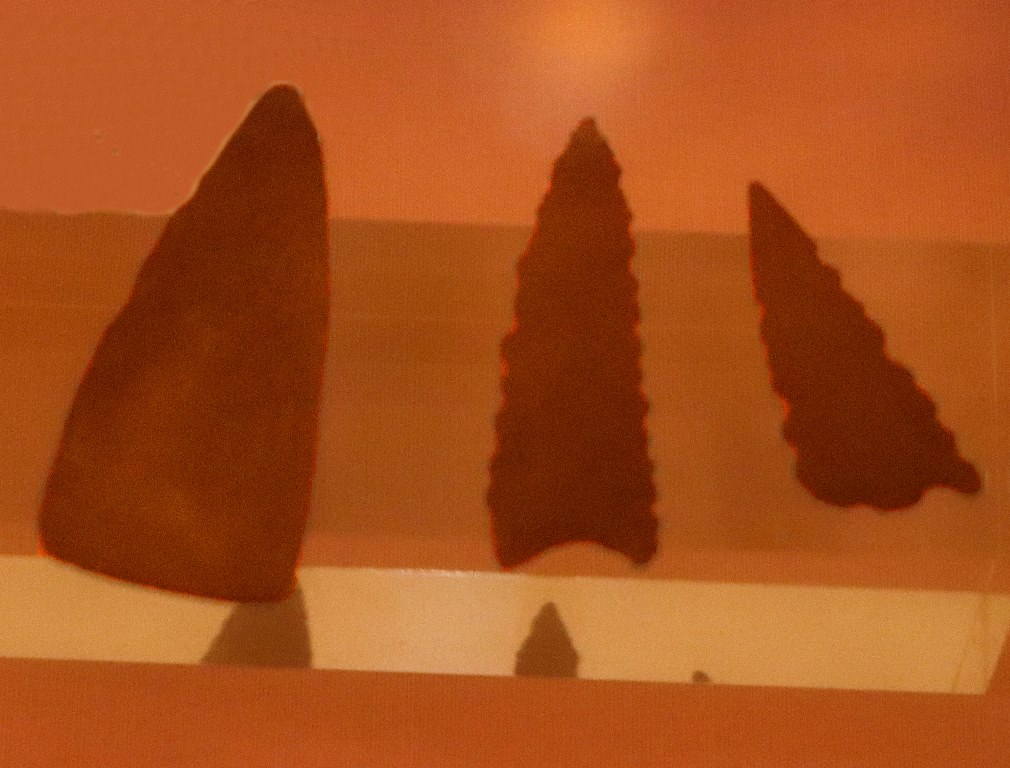
أدوات الصخر الزيتي المصقول (ثقافة تيشيت)
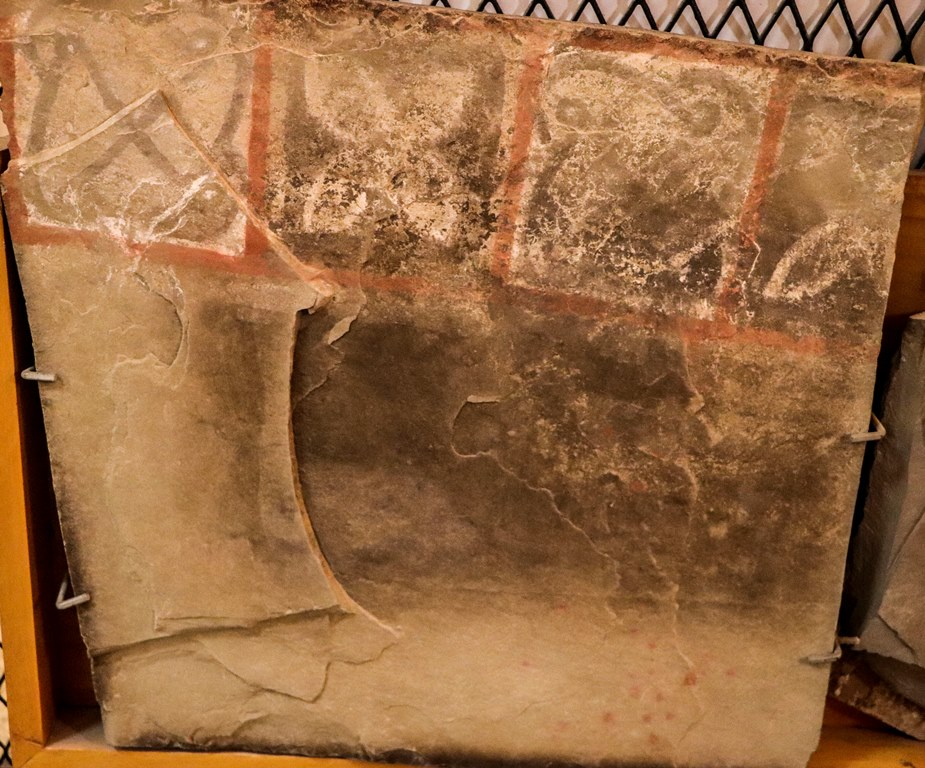
صفيحة كتابية من الصخر الزيتي من كمبي صالح
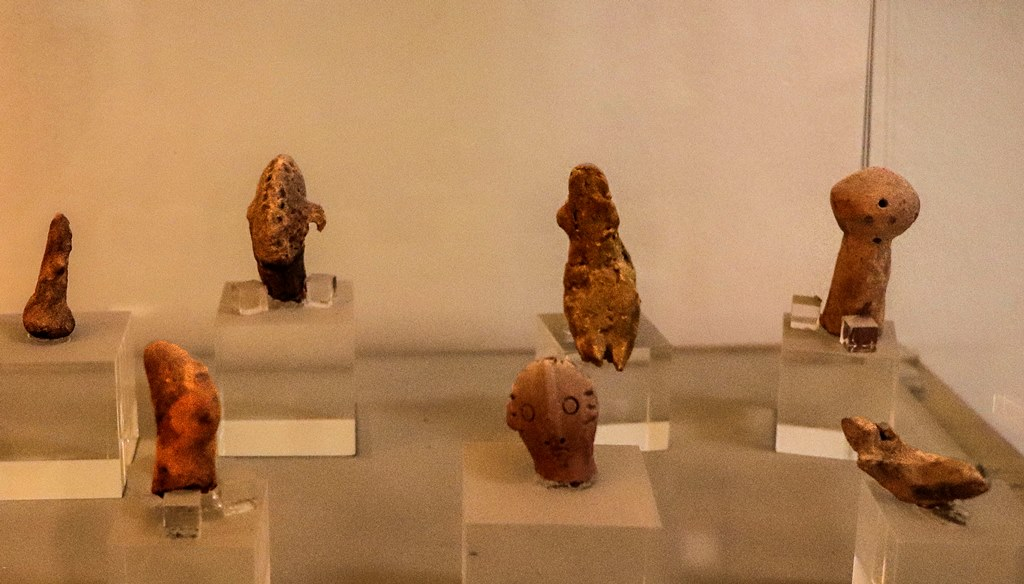
تماثيل صغيرة من الطوب اللبن
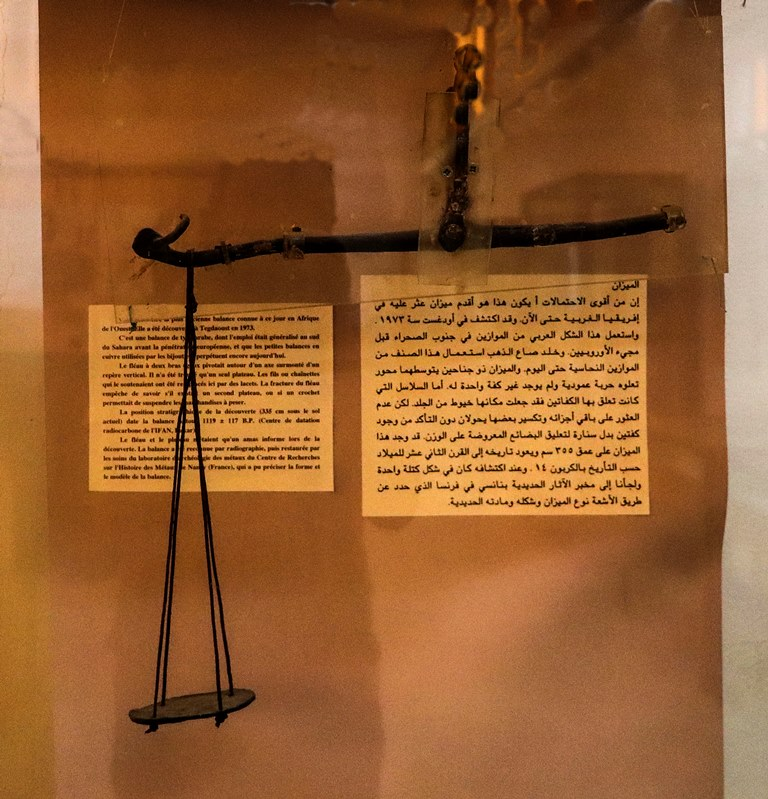
مقياس عربي من منطقة الساحل، القرن العاشر